# John Matthias Augustus Stroh

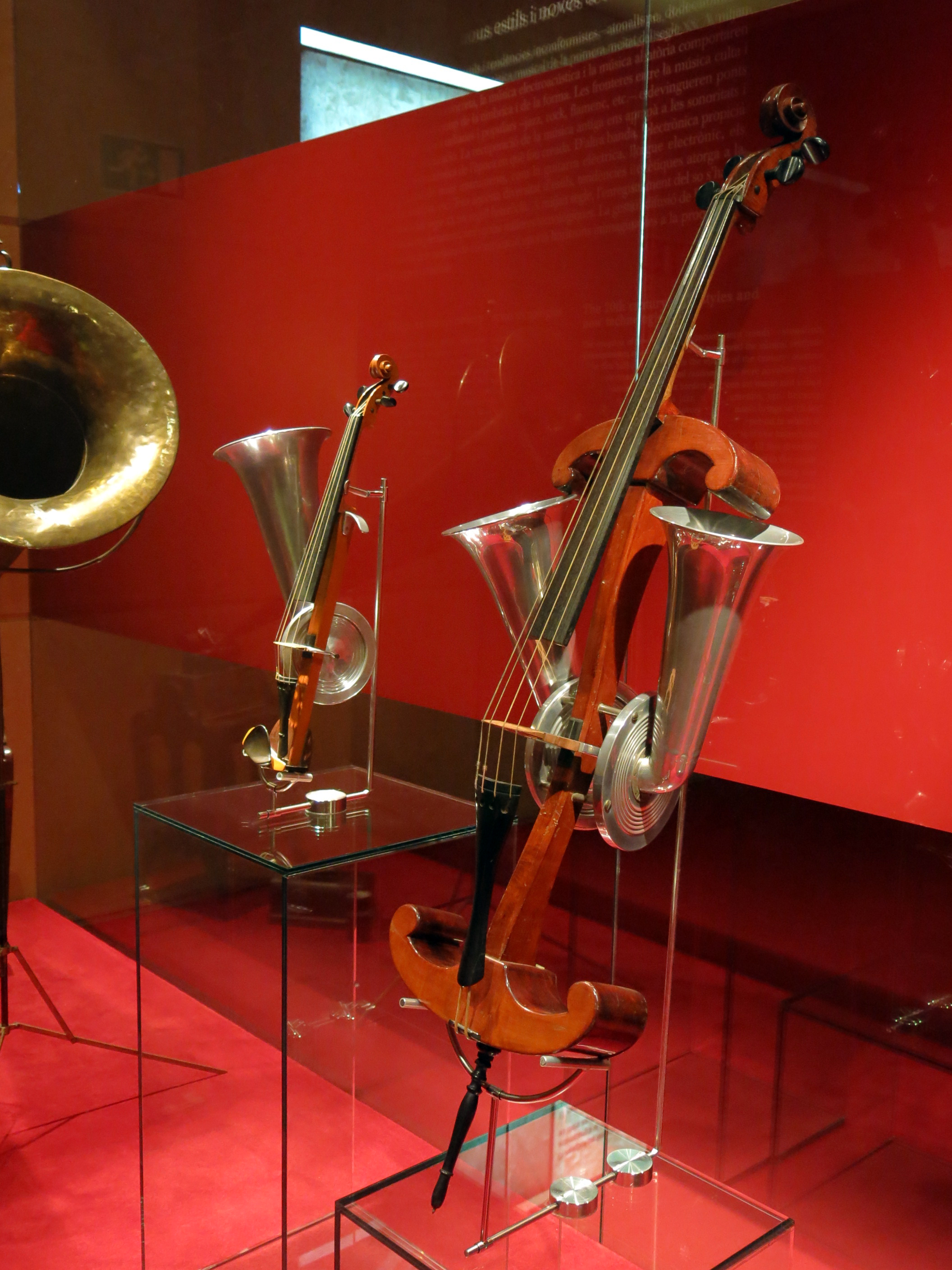
Exemples de violí i violoncel de botzina, al Museu de la Música de Barcelona

John Matthias Augustus Stroh (Frankfurt, 1828 - Londres 1914) fou l'inventor del violí de botzina.
Augustus Stroh va ser enginyer de telègrafs, rellotger i s'especialitzà en acústica. S'associà a Charles Wheatstone (la seva primera patent es basava en la vibració de les llengüetes per mitjà de l'aire als acordions). De fet, s'associà amb contemporanis seus com William Preece, Silvanus Thomson, John Ambrose Fleming, Alexander Graham Bell, Thomas Alva Edison.
El 1878 s'havia de fer una demostració del fonògraf per a científics i acadèmics, William Preece era el cap del departament de Telègrafs, la presentació es feia al Royal Institution per a tots els enginyers interessats, va rebre els plànols del fonògraf només una setmana abans de la presentació i encarregà la construcció a Stroh, el millor mecànic del moment, que treballà nit i dia. Stroh hi afegí un sistema de rellotgeria que permetia “mecanitzar” la maneta i, així, donar uniformitat al so. Llavors començà a col·laborar amb Edison.

## El violí de botzina
El violí de botzina va ser rellevant en els inicis dels enregistraments sonors, fins que a la dècada dels 1920 es millorà el procés passant al sistema elèctric i la millora d'amplificació. No arribà a desaparèixer mai: s'introduí a les músiques de ball i les cançons folklòriques entre les dues Guerres Mundials, a Anglaterra, Austràlia i Amèrica.